# Teklanika River
64°28′15″N 149°19′02″V / 64.47083°N 149.31722°V
Teklanika River er en 146 kilometer lang biflod fra floden Nanana River i den amerikanske stat Alaska. Nenana floden er en udløber af Tanana River, som igen er en del af Yukon River-dræningen fra den centrale del af staten. Flydende nordpå fra udspringet i Cantwell gletsjeren i Alaska Range bjergkæden afvander Teklanika et område der i vidt omgang er besøgt af turiser i nationalparken Denali National Park and Preserve. Parkens eneste vej krydser floden ved Milepæl 31 og et campingområde er beliggende på den østlige bred ved Milepæl 29.
Teklanika River fører nordpå fra kernen af Alaska Range kæden som en flettet flod der bliver hurtig og smal når de fører igennem Primrose Ridge, for igen at flette sig roligere gennem Stampede Trail dalen, indsnævrende igen gennem Tekla Ridge før i sidste ende at bugte gennem en kompleks serie af u-formede sving og søer henover det sydlige Tanana River valley.
Floden krydses af vejene Denali Park Road og Stampede Trail, og blev kraftigt undersøgt i det tidlige 20. århundrede på grund af de mange kul-, guld- og platinaflejringer der fandtes langs dens bred.
Teklanika flodens navn stammer fra en gammel alaskansk dialekt, Lower Tanana (Athabascan), og betyder noget i retningen af "vand-amulet floden".

## I populærkultur
I Jon Krakauers bog Ind i Vildmarken (på engelsk Into the Wild) bliver Teklanika River beskrevet som et Rubicon for den amerikanske eventyrer Christopher McCandless. Siden hans berømmelse har floden vist sig som en forhindring i mange vandreres forsøg på at nå over vandet til området og den efterladte bus hvor McCandless levede og døde.
I august 2010 omkom den schweiziske hiker Claire Ackermann i et forsøg på at krydse Teklanika River ved hjælp af et reb som tidligere vandrende havde fastgjort til et træ på hver side af floden. På trods af at hun druknede på statsligt område, blev Ackermann trukket på land af sin franske kæreste et kort stykke længere nede af floden, et område der juridisk hører under Danali National Parks område, hvilket udløste en tvist mellem jurisdiktioner fra henholdsvis nationalparkens betjente og det statslige politi.